# Takin' It to the Streets
Albums de The Doobie Brothers
Stampede
(1975) Best of The Doobies
(1976)
Singles
1. Takin' It to the Streets
Sortie : 17 mars 1976
2. Wheels of Fortune
Sortie : 4 août 1976
3. It Keeps You Runnin'
Sortie : 5 octobre 1976

Takin' It to the Streets  est le sixième album studio du groupe américain The Doobie Brothers, sorti le 19 mars 1976 sous le label Warner Bros. Records. C'est le premier album avec Michael McDonald comme chanteur soliste.
L'album a atteint la huitième place du hit-parade américain Billboard 200. Il a été certifié disque de platine par la RIAA.

## Contexte
À la fin de 1974, les tournées commençaient à faire son effet sur le groupe, en particulier sur le chanteur du groupe Tom Johnston. Les choses ont empiré lors d'une tournée de soutien pour l'album Stampede lorsqu'on lui a diagnostiqué des ulcères à l'estomac. Son état s'est aggravé et plusieurs spectacles ont dû être annulés. Johnston étant contraint de réduire son implication dans le groupe, les autres membres ont envisagé d'arrêter, mais alors qu'il était à Bâton-Rouge, en Louisiane, le membre Jeff Baxter a suggéré d'appeler son ami et collègue diplômé du groupe Steely Dan, Michael McDonald. qui à l'époque était entre des concerts et vivre dans un garage. McDonald était réticent au début, sentant qu'il n'était pas ce qu'ils voulaient; selon lui, « ... ils cherchaient quelqu'un qui pouvait jouer de l'orgue Hammond B-3 et beaucoup de claviers, et j'étais juste un auteur-compositeur et un joueur de piano inexpérimenté. Mais plus que tout, je pense qu'ils cherchaient un chanteur pour remplir les chaussures de Tommy ». Il a accepté de les rejoindre et les a rencontrés à l'hôtel Le Pavillon à La Nouvelle-Orléans, où ils ont emménagé dans un entrepôt pour répéter pendant les deux jours suivants. S'attendant à ne plus chanter pour le groupe une fois la tournée finie, McDonald a été surpris lorsque le groupe l'a invité au studio pour travailler sur leur prochain album.

## Enregistrement
Avec Tom Johnston sur la touche, le groupe n'était pas sûr de la manière de procéder ou même de faire un album sans lui marcherait. « Je savais que la maison de disques était paniquée par tout changement dans le groupe », a admis Michael McDonald. « Ils étaient méfiants à l'idée de trouver un nouveau gars. J'étais ravi d'avoir eu le concert, mais je ne m'attendais pas à grand-chose ». Avec les encouragements du producteur Ted Templeman, le groupe a commencé à se pencher sur les chansons dont ils disposaient. Ils savaient qu'ils en avaient besoin de plus, alors McDonald a apporté ses propres maquettes. Templeman leur a dit, selon Patrick Simmons, « Vous avez ici un vrai diamant brut que vous pouvez transformer en quelque chose si vous voulez aller de l'avant ». Ils ont décidé d'enregistrer ses chansons en sachant que cela les emmènerait dans une direction complètement différente. Alors que Tom Johnston était absent pour la plupart des sessions, il a contribué à une chanson - Turn It Loose - ainsi que des chœurs et des voix en duo avec Patrick Simmons sur Wheels of Fortune. « Je n'avais pas quitté le groupe », a-t-il déclaré plus tard. « Je n'étais tout simplement pas physiquement capable de le faire. J'avais besoin de prendre une pause et de m'éloigner de toute cette scène pendant un moment ».

## Liste des titres
| 1. | Wheels of Fortune        | Patrick Simmons, Jeff Baxter, John Hartman | Simmons, Tom Johnston | 4:54 |
| 2. | Takin' It to the Streets | Michael McDonald                           | McDonald              | 3:56 |
| 3. | 8th Avenue Shuffle       | Simmons                                    | Simmons               | 4:39 |
| 4. | Losin' End               | McDonald                                   | McDonald              | 3:39 |

| 5. | Rio                  | Simmons, Baxter           | Simmons, McDonald | 3:49 |
| 6. | For Someone Special  | Tiran Porter              | Porter            | 5:04 |
| 7. | It Keeps You Runnin' | McDonald                  | McDonald          | 4:20 |
| 8. | Turn It Loose        | Johnston                  | Johnston          | 3:53 |
| 9. | Carry Me Away        | Simmons, Baxter, McDonald | McDonald          | 4:09 |

## Crédits
The Doobie Brothers
- Tom Johnston – guitare électrique, chant et chœurs (1), chœurs (8)
- Patrick Simmons – guitare électrique, chant, chœurs
- Jeff "Skunk" Baxter – guitares électrique et acoustique
- Michael McDonald – piano, piano électrique, clavinet, synthétiseur, chant, chœurs
- Tiran Porter (en) – basse, chœurs, chant (6)
- John Hartman (en) – batterie, percussions
- Keith Knudsen – batterie, percussions, chœurs

Musiciens additionnels
- The Memphis Horns
  - Wayne Jackson – trompette
  - Andrew Love – saxophone ténor
  - James Mitchell – saxophone baryton
  - Lewis Collins – saxophone ténor
  - Jack Hale – trombone
- Bobby LaKind – congas (2, 4, 5)
- Richie Hayward – batterie (avec John Hartman) (1)
- Novi Novog – alto (4)
- Jesse Butler – orgue (2)
- Maria Muldaur – chœurs (5)
- Ted Templeman – percussions additionnelles

Production
- Producteur : Ted Templeman
- Coordination de production : Beth Naranjo
- Ingénieur du son : Donn Landee
- Direction artistique : Ed Thrasher
- Photographie : Dan Fong
- Management : Bruce Cohn

## Classements et certifications
| Classement (1976–77)          | Meilleure position |
| ----------------------------- | ------------------ |
| Australie (Kent Music Report) | 7                  |
| Canada (RPM)                  | 18                 |
| États-Unis (Billboard 200)    | 8                  |
| Nouvelle-Zélande (RIANZ)      | 7                  |
| Pays-Bas (Mega Album Top 100) | 11                 |
| Royaume-Uni (UK Albums Chart) | 42                 |

| Classement (1976)          | Position |
| -------------------------- | -------- |
| États-Unis (Billboard 200) | 39       |

### Certifications
| Région                                                                  | Certification | Ventes/Streams |
| ----------------------------------------------------------------------- | ------------- | -------------- |
| États-Unis (RIAA)                                                       | Platine       | 1 000 000^     |
| Royaume-Uni (BPI)                                                       | Argent        | 60 000^        |
| ^Mise en rayon selon la certification xNon précisé par la certification |               |                |